# Sân bay Koltsovo
Bản mẫu:Move
Sân bay Koltsovo (Tiếng Nga: Аэропорт Кольцово) (IATA: SVX, ICAO: USSS) là một sân bay quốc tế nằm cách Yekaterinburg 16 km về phía đông nam, Nga. Đây là trung tâm của hãng Ural Airlines và Aviacon Zitotrans.
Sân bay này được khai trương năm 1928 làm căn cứ không quân và trở thành sân bay dân dụng ngày 10 tháng 7 năm 1943. Năm 1993, sân bay này thành sân bay quốc tế.
Năm 2005, Koltsovo là sân bay lớn thứ 5 ở Nga. Năm 2006, sân bay này phục vụ 1.764.948 lượt khách với 15.519 tấn hàng hóa. Năm 2007, sân bay này phục vụ 2.345.097 lượt khách, tăng 32,9% so với năm 2006. Sân bay này có 60 chỗ đỗ máy bay. Nhà ga quốc tế mới được khai trương tháng 12 năm 2005 và nhà ga nội địa mới được khai trương tháng 10 năm 2007  Lưu trữ ngày 2 tháng 3 năm 2008 tại Wayback Machine. 

## Các hãng hàng không và các tuyến điểm
- Aeroflot (Moscow-Sheremetyevo)
- Armavia (Yerevan)
- Aviaprad (Hanover, Moscow-Domodedovo) - ngưng
- Austrian Airlines (Vienna)
- bmi (London-Heathrow, Almaty)
- Czech Airlines (Prague)
- Dalavia (Khabarovsk)
- Enkor (Moscow-Domodedovo) - ngưng
- Finnair (Helsinki) - begins September 2008
- KrasAir (Krasnoyarsk)
- Lufthansa (Frankfurt)
- Magadan Airlines (Magadan) - ngưng
- Malév Hungarian Airlines (Budapest)
- Rossiya (St.Petersburg)
- S7 Airlines (Moscow-Domodedovo) - ngưng
- Sky Express (Moscow-Vnukovo)
- Tajik Air (Dushanbe, Khudzand)
- Tbilaviamsheni (Tbilisi)- stopped
- Transaero (Moscow-Domodedovo, Moscow-Sheremetyevo)
- Turan Air (Baku)
- Turkish Airlines (Istanbul-Atatürk)
- UTair (Surgut, Nizhnevartovsk, Beloyarkyi, Khanty-Mansiysk, Nizhny Novgorod, Novosibirsk)
- Ural Airlines (Almaty [bắt đầu 13/5], Bangkok, Barcelona, Dubai, Dusseldorf [thoe mùa 22/6 - 14/9], Heraklion [theo mùa 5/7 - 23/10], Irkutsk, Lahore, Larnaca [seasonal April 30 - October 24],Kiev-Boryspil, Moscow-Domodedovo, Milan-Malpensa, Munich, Prague, Pula [theo mùa 31/5 - 25/10], Salzburg, Samara, Simferopol [theo mùa 2/6 - 26/9], Sochi, St. Petersburg, Tel Aviv, Thessaloniki [theo mùa 27/4 - 23/10], Tivat [theo mùa 7/6 - 25/10], Vladivostok)
- Uzbekistan Airways (Taskhent)
- Vladivostok Avia (Irkutsk, Vladivostok)
- Yamal Airlines (Salekhard)